# KN-490
KN-490 (trước đây có tên là: KN-779) là một con tàu thuộc biên chế của Cục Kiểm ngư Việt Nam. Đây là tàu thứ hai do Tập đoàn Damen (Hà Lan) thiết kế và chuyển giao kỹ thuật đóng mới theo tiêu chuẩn Châu Âu cho Việt Nam. Tàu nằm trong đội tàu của Việt Nam ra Quần đảo Hoàng Sa ngăn chặn Trung Quốc trong Vụ hạ giàn khoan Hải Dương 981.

## Thiết kế
Tàu có sân đậu và nhà chứa máy bay trực thăng, trang bị hai tàu cứu nạn chuyên dụng xuyên lửa, hai xuồng cứu sinh cao tốc, phao cứu sinh tự thổi...
Tàu KN-490 có chiều dài lớn nhất 90,5m, chiều rộng 14m, mớm nước gần 4m, lượng giãn nước 2.400 tấn. Tàu có tốc độ tối đa 21 hải lý/giờ, với tầm hoạt động 5.000 hải lý. Hệ thống điều khiển của tàu hoàn toàn tự động và được điều khiển từ buồng lái. Ngoài ra, tàu còn có hệ thống camera giám sát xung quanh và các bộ phận trên tàu. Tàu có sức chứa khoảng 200 người.